# パノムルンレック・ガイヤーンハーダオジム
パノムルンレック・ガイヤーンハーダオジム（泰: พนมรุ้งเล็ก ไก่ย่างห้าดาวยิม、英: Panomroonglek Kaiyanghadaogym、1984年12月17日 - ）は、タイ王国の男子プロボクサー。ブリーラム県出身。
第4代ABCOフライ級王者。元WBC世界フライ級ユース王者。第2代WBCインターナショナルフライ級シルバー王者。第12代PABAバンタム級王者。元PABAバンタム級スーパー王者。

## 来歴
2004年8月27日、シーサケート県クカン郡でロッキー・フエンテスと対戦し、3-0の判定勝ちを収め、デビュー戦を白星で飾った。
2004年10月8日、ABCOフライ級王者デンプラパー・エカリンと対戦し、6回TKO勝ちを収め王座を獲得した。
2006年10月5日、WBC世界フライ級ユース王者リト・シスノリオと対戦し、10回3-0（100-90、98-92、97-93）の判定勝ちを収め王座獲得に成功した。 
2007年5月25日、バンコクバーンナー区のスクムウィット通りのソイ・ウドムスックにあるポー・クン・パオで日本の久高寛之と対戦し、10回3-0（2者が97-93、96-94）の判定勝ちを収め3度目の防衛に成功した。
2009年、「クラティンデーン（Kratingdaeng）」（英語のレッドブル）がパノムルンレックのスポンサーから撤退し、タイの最大手食品企業CPグループがパノムルンレックのスポンサーとなった為、CPグループの焼き鳥チェーン「ガイヤーンハーダオ（Kaiyanghadao）」（五つ星の焼き鳥屋さんという意味）をリングネームにつけパノムルンレック・クラティンデーンジムからパノムルンレック・ガイヤーンハーダオジムにリングネームを改名した。
2010年5月4日、スラートターニー県で、久高寛之とWBCインターナショナルフライ級シルバー王座の初代王座決定戦を行い、久高との3年ぶりの再戦でプロ初黒星となる8回1分26秒TKO負けを喫し王座獲得に失敗した。
2010年10月29日、ウドーンターニー県で久高寛之の王座返上に伴いマービン・タンパスとWBCインターナショナルフライ級シルバー王座決定戦を行い、10回3-0（79-74、2者が78-74)の負傷判定勝ちを収め王座獲得に成功した。
2013年4月7日、日本のリングに初登場。ボディメーカーコロシアムでWBA世界バンタム級王者亀田興毅と対戦し、12回1-2（113-115、116-113、114-115）の判定負けを喫し王座獲得に失敗した。
2013年11月29日、チョンブリー県でビッキー・ベブリアンとPABAバンタム級暫定王座決定戦を行い、2回KO勝ちを収め王座を獲得した。
2014年3月4日、ナコーンラーチャシーマー県でリック・パシオネスと対戦し、3回KO勝ちを収めた。
2014年6月10日、バンコクバーンケーン区ンガム・ウォン・ワン通りのサイアム・パラダイス・エンターテイメント・コンプレックスでバルビアと対戦し、4回KO勝ちを収めた。
2014年9月26日、ウボンラーチャターニー県のスニー・グランド・ホテルでテーパリット・ゴーキャットジムの王座返上に伴いジュニア・バジャワとPABAバンタム級王座決定戦を行い、7回TKO勝ちを収め王座獲得に成功した。
2014年10月10日、WBAはパノムルンレックをWBA世界バンタム級5位にランクインした。
2014年12月26日、バンコクの国王警護隊第11駐屯地内特設会場でサムエル・テフアヨと対戦し、12回3-0（120-108、119-109、117-111）の判定勝ちを収め2度目の防衛に成功した。
2015年2月5日、ナコーンサワン県でエド・アンゴロと対戦し、3回KO勝ちを収めた。
2015年3月5日、チョンブリー県のシティ・ホール・グランドでマテオ・ハンディグと対戦し、8回KO勝ちを収め3度目の防衛に成功した。
2015年7月2日、 ナコーンラーチャシーマー県のシティ・ホール・グランドでアレガ・ユニアンと対戦し、6回40秒TKO勝ちを収め4度目の防衛に成功した。
2015年10月30日、ナコーンラーチャシーマー県のシーマターニホテルでラスマヌディンと対戦し、6回1分47秒TKO勝ちを収め5度目の防衛に成功した。
2016年2月4日、チョンブリー県のシティ・ホール・グランドでイワン・サンカと対戦し、5回TKO勝ちを収め6度目の防衛に成功した。
2016年2月7日、WBAはパノムルンレックをWBA世界バンタム級7位にランクインした。
2016年4月29日、チョンブリー県のシティ・ホール・グランドでフランス・ダムル・パルエと対戦し、4回TKO勝ちを収めPABA王座の7度目の防衛に成功した。
2016年5月6日、WBAはパノムルンレックをWBA世界バンタム級4位にランクインした。
2017年1月8日、WBAはパノムルンレックをWBA世界バンタム級7位にランクインした。
2017年9月13日、エディオンアリーナ大阪でOPBF東洋太平洋スーパーバンタム級王者の和氣慎吾とスーパーバンタム級8回戦を行い、8回2分45秒KO負けを喫した。
2017年9月29日、WBAはパノムルンレックをWBA世界バンタム級ランキングからランク外とした。

## 戦績
プロボクシング：55戦52勝（32KO）3敗   

## 獲得タイトル
- ABCOフライ級王座
- WBC世界フライ級ユース王座
- WBCインターナショナルフライ級シルバー王座
- PABAバンタム級暫定王座（防衛1=正規王座に認定）
- 第12代PABAバンタム級王座（防衛5=スーパー王座に認定）
- PABAバンタム級スーパー王座（防衛1）